# Пшемислав Вишневський
Пшемислав Вишневський (пол. Przemysław Wiśniewski, нар. 27 липня 1998, Забже, Польща) — польський футболіст, центральний захисник клубу «Спеція».

## Клубна кар'єра
Пшемислав Вишневський народився у місті Забже і є вихованцем місцевого клубу «Гурник». З 2015 року Вишневський грав у молодіжному складі. За рік футболіста почали залучати до матчів дублюючого складу.
У сезоні 2018/19 Пшемислав дебютував у першій команді. З 2021 року є капітаном команди.

## Збірна
У 2019 році Пшемислав Вишневський провів два матчі у молодіжної збірної Польщі.

## Особисте життя
Батько Пшемислава Яцек Вишневський також грав на позиції захисника у клубі «Гурник».